# Mundo Novo (kommun i Brasilien, Bahia, lat -11,92, long -40,52)
Mundo Novo är en kommun i Brasilien.   Den ligger i delstaten Bahia, i den östra delen av landet, 900 km nordost om huvudstaden Brasília. Antalet invånare är 24 419.
Följande samhällen finns i Mundo Novo:
- Mundo Novo

Omgivningarna runt Mundo Novo är huvudsakligen savann. Runt Mundo Novo är det glesbefolkat, med 14 invånare per kvadratkilometer.